# Aubiet
Aubiet é uma comuna francesa na região administrativa da Occitânia, no departamento de Gers. Estende-se por uma área de 38.96 km², e possui 1.095 habitantes, segundo o censo de 2018, com uma densidade de 28 hab/km².